# Xã Central, Quận Merrick, Nebraska
Xã Central (tiếng Anh: Central Township) là một xã thuộc quận Merrick, tiểu bang Nebraska, Hoa Kỳ. Năm 2010, dân số của xã này là 76 người.